# Visákhapatnam
Visákhapatnam (telugu nyelven: విశాఖపట్నం, angol átírással: Visakhapatnam, röviden Vizag-ként is ismert a helyiek között) város India területén, a Bengáli-öböl partján, Ándhra Prades szövetségi államban. Lakossága 1,73 millió fő volt 2011-ben (elővárosok nélkül).

## Gazdaság
India egyik legnagyobb kikötője és hajógyára itt működik. Jelentős még a kőolaj-finomítás, műtrágyagyártás, halfeldolgozás, a nehézipar, az acélművek. Gazdaságilag és népességileg India és egyben a világ egyik leggyorsabban fejlődő városa. 
Fontos haditengerészeti központ is.

## Éghajlat
| Hónap | Jan. | Feb. | Már. | Ápr. | Máj. | Jún. | Júl. | Aug. | Szep. | Okt. | Nov. | Dec. | Év   |
| --- | ---- | ---- | ---- | ---- | ---- | ---- | ---- | ---- | ----- | ---- | ---- | ---- | ---- |
| Rekord max. hőmérséklet (°C) | 34,8 | 38,2 | 40,0 | 40,5 | 45,0 | 45,4 | 41,4 | 38,8 | 38,2  | 37,2 | 35,0 | 34,0 | 45,4 |
| Átlagos max. hőmérséklet (°C) | 28,9 | 31,3 | 33,8 | 35,3 | 36,2 | 35,3 | 32,9 | 32,7 | 32,5  | 31,7 | 30,4 | 28,9 | 32,5 |
| Átlagos min. hőmérséklet (°C) | 18,0 | 19,9 | 23,0 | 26,1 | 27,7 | 27,3 | 26,1 | 26,0 | 25,6  | 24,3 | 21,6 | 18,6 | 23,7 |
| Rekord min. hőmérséklet (°C) | 10,5 | 12,8 | 14,4 | 18,3 | 20,0 | 21,1 | 21,3 | 21,1 | 17,5  | 17,6 | 12,9 | 11,3 | 10,5 |
| Átl. csapadékmennyiség (mm) | 11   | 11   | 13   | 26   | 71   | 117  | 133  | 164  | 191   | 258  | 116  | 9    | 1119 |
| Forrás: India Meteorological Department Visakhapatnamː 1951–1980; NOAA. [2015. április 2-i dátummal az eredetiből archiválva]. (Hozzáférés: 2019. április 15.) |      |      |      |      |      |      |      |      |       |      |      |      |      |

## Fordítás
- Ez a szócikk részben vagy egészben  a   Visakhapatnam című angol Wikipédia-szócikk fordításán alapul.  Az eredeti cikk szerkesztőit annak laptörténete sorolja fel. Ez a jelzés csupán a megfogalmazás eredetét és a szerzői jogokat jelzi, nem szolgál a cikkben szereplő információk forrásmegjelöléseként.